# Татарки (Одинцовский район)
Татарки — деревня в Одинцовском районе Московской области, в составе сельского поселения Часцовское. Население 32 человека на 2006 год, в деревне числятся 11 садовых товариществ. До 2006 года Татарки входили в состав Каринского сельского округа.
Деревня на юго-западе района, вытянулась вдоль Можайском шоссе, на берегах реки Островни, в 8 километрах на запад от Голицыно, высота центра над уровнем моря 196 м.
Впервые в исторических документах деревня встречается в разъезжей грамоте 1504 года, как Дмитреева слободка, что за татары, а, 30 мая 1529 года, деревню Татариново-Копытово передали Савво-Сторожевскому монастырю. После секуляризационной реформы 1764 года деревня числилась в Покровской волости, на 1800 год в ней было 32 двора и 219 душ обоего пола. На 1852 год в казённой деревне Татарки числилось 49 дворов и 327 человек, в 1890 году — 345 человек. По Всесоюзной переписи 17 декабря 1926 года числилось 72 хозяйства, 368 жителей, сельсовет и начальная школа, по переписи 1989 года — 115 хозяйств и 102 жителя.